# Джулі Нігілл
Джулі Нігілл (англ. Julie Nihill; нар. 1957, Мельбурн, Австралія) — австралійська кіно- та телеакторка.

## Біографія
Ніхілл дебютувала на телебаченні у фільмі "Я вмію перестрибувати калюжі" (1981), а в кіно - у фільмі "Обережно, він може тебе почути" (1983). Це призвело до її першої головної ролі у фільмі "Кожен її рух" на телеканалі ABC (за який Ніхілл отримала премію "Пінгвін") та міні-серіалі "Лінія тіла", в якому вона зіграла Джессі Бредман, дружину сера Дональда Бредмана.
Ніхілл стала впізнаваним обличчям у 1994 році, коли отримала роль митаря і місцевого радника Кріса Райлі в поліцейській драмі "Сині каблуки". Ніхілл була одним з двох акторів (другим був Джон Вуд), які знімалися в серіалі протягом усього його показу.
Ніхілл грав запрошені ролі в телевізійних програмах, включаючи "Ув'язнений: Блок Н", "Сини і дочки", "Сільська практика", "Мати і син", "Домашні чоловіки", "Залишки" і "Пікнік на Висячій скелі". Вона також є театральною актрисою, працюючи з австралійськими театральними компаніями, такими як Мельбурнська театральна компанія, Сіднейська театральна компанія та Тасманійська театральна компанія.
Вона була одружена з актором Річардом Мойром, і вони мали двох доньок.

## Фільмографія
| Рік       |    | Українська назва                  | Оригінальна назва                  | Роль                 |
| --------- | -- | --------------------------------- | ---------------------------------- | -------------------- |
| 2018      | с  | Пікнік біля Навислої скелі        | Picnic at Hanging Rock             | місіс Гортон         |
| 2018      | с  | Як зберегти шлюб                  | How to Stay Married                | місіс Ветеріс        |
| 2018      | с  | Таємниці Блейка: Історії привидів | The Blake Mysteries: Ghost Stories | Меґґі Бутсон         |
| 2017      | с  | Справжня історія з Гаміш та Енді  | True Story with Hamish & Andy      | Рут                  |
| 2017      | с  | Залишені                          | The Leftovers                      | Шерон                |
| 2017      | с  | Відчайдушні домогосподарі         | House Husbands                     | Бронвін              |
| 2015      | ф  | Тримай мене                       | Holding the Man                    | лікарка              |
| 2014      | с  | Найбільше кохання на світі        | The Greatest Love of All           | мати Ґері            |
| 2014      | с  | Знову найгірший рік мого життя    | Worst Year of My Life Again        | місіс Фаулер         |
| 2012      | с  | Переможці та невдахи              | Winners & Losers                   | Поліна Браун         |
| 2012      | тф | Таємниця кеба                     | The Mystery of a Hansom Cab        | місіс Габлтон        |
| 2002      | ф  | Далкіт                            | Dalkeith                           | Саллі                |
| 2000      | кф | Шлях птахів                       | The Way of the Birds               | озвучення            |
| 1995      | с  | Людина зі Снові-Рівер             | The Man from Snowy River           | Нора Рейлі           |
| 1994—2006 | с  | Блакитні гіллери                  | Blue Heelers                       | Кріс Рейлі           |
| 1992      | с  | Мати та син                       | Mother and Son                     | роль другого плану   |
| 1991      | ф  | Смертельний                       | Deadly                             | Джені                |
| 1989      | с  | Літаючі лікарі                    | The Flying Doctors                 | Джилі Поттер         |
| 1985      | ф  | Хлопець з фірми «Кока-Кола»       | The Coca-Cola Kid                  | другорядна роль      |
| 1985      | с  | Сини та дочки                     | Sons and Daughters                 | Джулі Вебб           |
| 1984—1989 | с  | Примітивна країна                 | A Country Practice                 | Мішель Гейден / Діні |
| 1983      | с  | Молоді лікарі                     | The Young Doctors                  | Лінда Вілсон         |
| 1983      | ф  | Обережно, він може почути тебе    | Careful, He Might Hear You         | Діана                |
| 1983      | ф  | Шматочок життя                    | A Slice of Life                    | Пем                  |
| 1982—1983 | с  | Ув'язнений                        | Prisoner                           | Лінді Пітерс         |
| 1981      | с  | Я можу стрибати через калюжі      | I Can Jump Puddles                 | молода жінка         |